# Der Windhund und die Lady
Der Windhund und die Lady (Originaltitel: The Hucksters) ist eine US-amerikanische Filmkomödie von MGM aus dem Jahr 1947. Sie basiert auf dem Roman The Hucksters (1946) von Frederic Wakeman. Es ist der erste Film, den Deborah Kerr in den USA gedreht hat.

## Handlung
Nach dem Zweiten Weltkrieg versucht der clevere Werbefachmann Victor Norman („Vic“), eine neue Anstellung in der Werbeagentur von Mr. Kimberly zu bekommen. Er peilt ein Jahresgehalt oberhalb 25.000 Dollar (rund 350.000 Dollar in heutiger Rechnung) an, will also in die „Chef-Etage“. Während seines Vorstellungsgesprächs wird er Zeuge, wie der Seifenfabrikant Evans, ein wichtiger Kunde der Agentur, Kimberly per Telefon Anweisungen für eine neue Werbekampagne gibt: Evans hat eine Liste von 25 Damen der Gesellschaft aufgestellt und Kimberly soll sie dazu bewegen, für Evans’ Produkte zu werben. An erster Stelle der Liste ist die Generalswitwe Kay Dorrance aufgeführt. In der Werbeagentur sieht man Schwierigkeiten, sie für die Aktion gewinnen zu können. Vic bietet an, das zu klären. Wider Erwarten ist Mrs. Dorrance aber durchaus offen für die Werbung.
Kay muss mit Vic zunächst zum Fotografen. Nach Evans’ Wünschen soll sie bei den Aufnahmen ein schwarzes, reichlich durchsichtiges Negligé tragen. Doch dazu ist sie nicht bereit. Vic hilft ihr und setzt beim Fotografen durch, dass sie ein schwarzes Abendkleid tragen darf. Beim ersten Treffen mit Mr. Evans wird Vic scharf angegriffen und muss begründen, warum er bei den Werbefotos die Vorgaben nicht eingehalten hat. Seine Antwort an Evans: „Seife ist ein sauberes Produkt, und Ihre Werbung ist nicht sauber!“ Evans ist damit überraschenderweise zufrieden. Auch vom Werbespot, den Vic vorlegt, ist er beeindruckt. Kimberly engagiert Vic, zunächst aber nur auf Spesen. Er möchte den Erfolg gebührend feiern und lädt seinen neuen Mitarbeiter mit Kay in einen Club ein. Dort trifft man die Sängerin Jean, eine Ehemalige von Vic, die sich nach ihrem Auftritt zu ihm setzt. Im Gespräch mit Jean nimmt sich der mittlerweile stark angetrunkene Kimberly allerlei Freiheiten heraus. Vic erklärt deshalb, dass sie eine gute Freundin von ihm wäre. Kimberly will beweisen, dass Freundschaft Unsinn ist, und erzählt, wie er durch Verrat zu seinem geschäftlichen Erfolg kam.
Auf der Heimfahrt im Taxi entschuldigt sich Vic für Kimberly und den verpatzten Abend. Als Kay aussteigt, um ins Haus zu gehen, hätte es also ein Abschied für immer sein können. Vic bittet sie dann aber, mit ihm noch an den Strand zu fahren. Kay ist offenbar von Vic beeindruckt und erklärt sich einverstanden. Am Strand kommen sich beide soweit näher, dass sie verabreden, das Wochenende in einem Hotel zu verbringen, in dem Vic zuletzt vor vier Jahren mit einer Frau gewesen war, dem Blue Penguin Inn.
Als Vic im Blue Penguin eintrifft, muss er feststellen, dass es nicht mehr das alte Hotel ist. Der neue Besitzer ist unfreundlich, die Räume heruntergekommen. Die bestellten, weit voneinander getrennten Zimmer, auf denen Kay bestanden hat, bekommt er auch nicht, sondern zwei nebeneinander liegende mit Verbindungstür. Er macht sich auf den Weg, um die Räume wenigstens mit Blumen auszuschmücken. Inzwischen reist Kay an. Bei ihrer Ankunft in der Halle fühlt sie sich fehl am Platz und als der Hoteldiener auch noch die Verbindungstür aufschließen will, macht sie auf der Stelle kehrt und fährt wieder nach Hause, ohne mit Vic gesprochen zu haben.
Im Augenblick kommt Vic nicht dazu, die Angelegenheit mit Kay zu klären. Denn er wird für den nächsten Morgen zusammen mit Kimberly zu Mr. Evans zitiert. Der will den zweitklassigen Komiker Buddy Hare für eine Sendung engagieren. Vic soll mit dessen Agent Dave Lash diskrete Kontakte aufnehmen. Evans weiß, dass Lash am selben Tag mit dem Zug von New York nach Los Angeles zurückfährt. Vic soll Lash im Zug treffen. Vor seiner Abreise besucht er noch einmal Kay, aber die misstraut ihm im Moment zu sehr, obwohl sie ihn offensichtlich noch immer liebt.
Im Zug trifft Vic zufällig Jean. Mit ihrer Hilfe kann er einen guten Vertrag mit Lash abschließen und bekommt eine Option auf Buddy zu einem Spottpreis. In Los Angeles trifft Vic Buddy und erarbeitet eine neue Nummer für ihn. Er versucht auch, die alten Beziehungen zu Jean aufzufrischen. Aber er ist nicht ganz bei der Sache und auch sie weiß längst, wem sein Herz gehört. Als er zurückkommt, erwartet ihn an der Haustür Kay, die extra hergeflogen war, um sich mit ihm auszusprechen. Von Heirat ist die Rede und vom Geld, das er verdienen will.
Dann erreicht Vic ein hysterischer Anruf der Werbeagentur. Der Vertrag mit Buddy scheint aufgrund bestehender Verträge doch nicht zu klappen. Vic sucht Lash erneut auf und erpresst ihn: Er kennt Dave von früher und weiß, dass er für eine kleine Jugendsünde in eine Besserungsanstalt geschickt worden war. Heute unterstützt er Treffpunkte für Jugendliche aus der Unterschicht und genießt dafür hohes Ansehen. Vic droht, dass Dave's Verhalten in der Vertragssache bekannt werden und als Treuebruch ausgelegt werden wird; mit seiner Vorbildfunktion für aufstrebende Jugendliche wäre es vorbei.
Antrieb für Vic's Erpressung ist, dass er das Wohlwollen von Evans für die Anstellung bei Kimberly braucht und diese für das Geld, um heiraten zu können. Aber gleich darauf bereut Vic sein Verhalten; er merkt auf einmal, dass er ebenso verächtlich gehandelt hat wie Kimberly mit seinem Verrat. Dave ist tief verletzt und nimmt Vic's Bitte um Entschuldigung nicht an, verspricht ihm jedoch den Vertrag mit Buddy.
Vor dem Treffen mit Evans, bei dem ein Demo der neuen Sendung vorgestellt werden soll, handelt Vic noch ein höheres Gehalt aus als er anfangs forderte: 35.000 Dollar plus Spesen. Evans versucht Vic zuerst einzuschüchtern wie seine anderen Geschäftspartner, äußert sich dann aber begeistert über seine Arbeit. Doch nun ist er zu weit gegangen. Vic merkt, dass er mit der Erpressung alter Freunde wie Lash seine alten Ideale verraten hat und damit von Evans genauso abhängig geworden zu sein wie Kimberly. Er sagt Evans seine Meinung und wirft ihm den Job und das üppige Gehalt vor die Füße.
Als Vic das Haus verlässt, hat er zwar wieder Selbstachtung, aber kein Geld. Kay holt ihn ab und nun merkt er, was er für eine Frau hat: Sie hält zu ihm, muntert ihn auf und meint, man könne auch mit wenig Geld heiraten.

## Dramaturgische und filmische Mittel
Mit sehr viel Augenmaß wird der neue Besitzer des „Blue Penguin Inn“ selbst wie ein Pinguin dargestellt: Ein kleines Männchen mit Vogelnase und zurückgekämmten Haaren. Er trägt eine viel zu lange Jacke, die ihm ein wenig den Umriss eines Pinguin gibt, bewegt sich leicht watschelnd und ruckartig.
Bei mehreren Gelegenheiten wird der großspurige Mr. Evans als Mann von schlechtem Geschmack vorgeführt: Er rotzt auf den Konferenztisch, nimmt öffentlich sein Zahnersatzteil heraus, begeistert sich für einen Komiker, über den anscheinend niemand sonst lacht, liebt einen laut krachenden Gesangsstil. Hiermit werden dem Werbegeschäft sozusagen Seitenhiebe verpasst.
Am Ende des Films geraten Vic und Kay versehentlich auf den Fischmarkt (Fulton Market, Manhattan) und halten dort mitten unter den Händlern und Arbeitern. Aus der Welt des Scheins und des durch Täuschung verdienten großen Geldes sind sie in die Welt der kleinen Leute geraten, dafür aber auch in die Realität.

## Kritiken
„Eine amüsante Satire auf Werbung und Werbebetrieb; konventionell gestaltet, doch blendend interpretiert, fasziniert der Film durch die pfiffige Charakterzeichnung und das sympathische Selbstverständnis von Unabhängigkeit“, befand das Lexikon des internationalen Films.

## Trivia
- Zu Beginn des Films wird die Madison Avenue in New York gezeigt (Parallele zu Der unsichtbare Dritte).
- Die Züge, mit denen Vic, Dave und Jean von New York zur Westküste reisen, sind berühmte Luxuszüge: Zuerst der 20th Century Limited bis Chicago (Parallele zu Der unsichtbare Dritte), dann der Super Chief bis Los Angeles.